# Izoterma (fizyka)

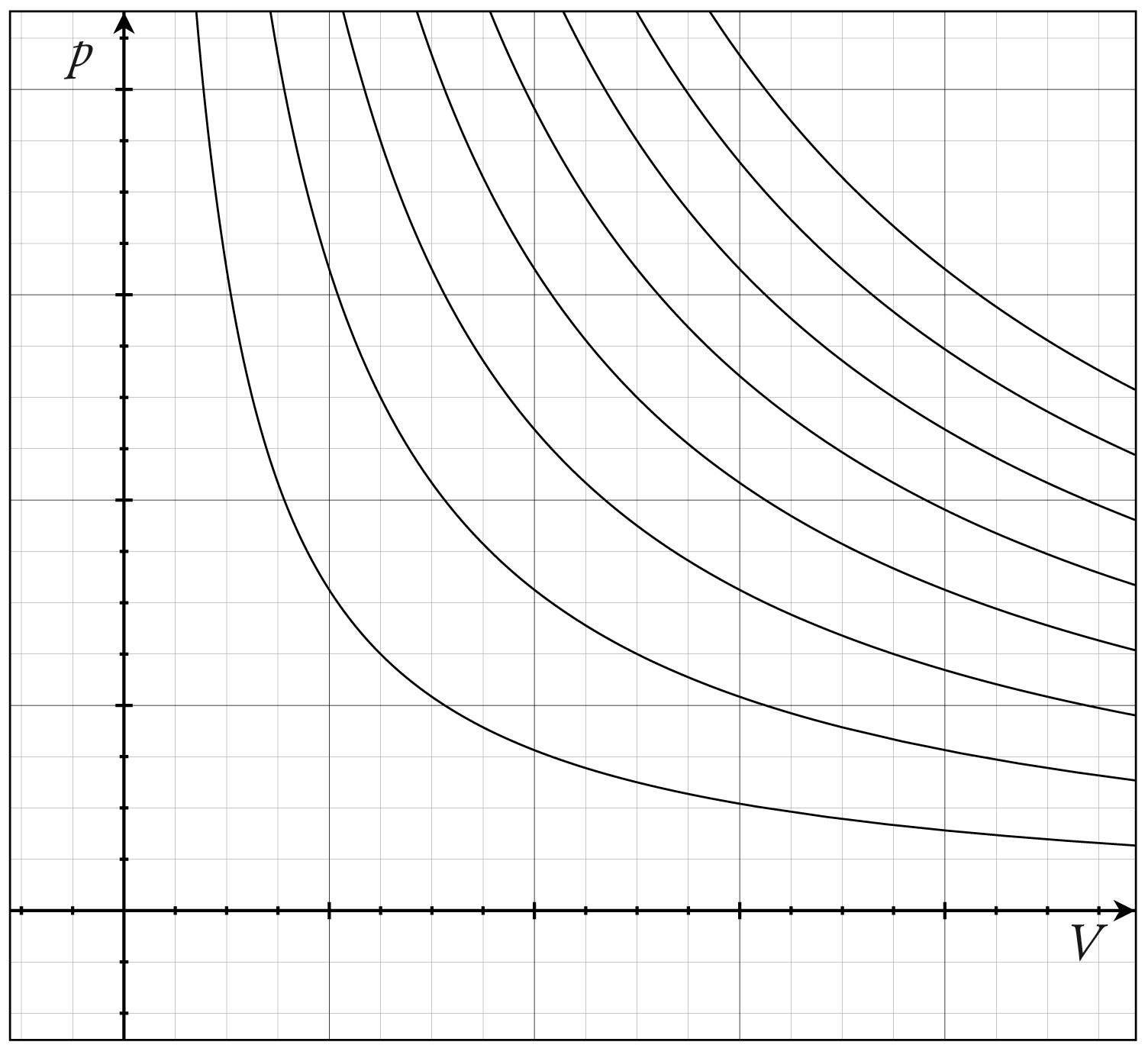
Rodzina izoterm gazu doskonałego

Izoterma (z gr. ἴσος „równy” + θέρμη „ciepło”) – krzywa na wykresie termodynamicznym. Przedstawia zależność między dwoma parametrami stanu układu fizycznego przy stałej temperaturze, czyli przemianę izotermiczną.
Izoterma jest rodzajem izolinii.
Przykładem izotermy jest izoterma adsorpcji. Nazwą tą określa się również wykres takiej zależności.
Przykładem izotermy jest krzywa przedstawiająca zależność ciśnienia od objętości gazu dla ustalonej temperatury czyli przemiany izotermicznej.